# Ядкін (округ, Північна Кароліна)
Шаблон:StateAbbr_ 36°10′ пн. ш. 80°40′ зх. д. / 36.16° пн. ш. 80.67° зх. д.
Округ  Ядкін (англ. Yadkin County) — округ (графство) у штаті  Північна Кароліна, США. Ідентифікатор округу 37197.

## Історія
Округ утворений 1850 року.

## Демографія
За даними перепису 
2000 року 
загальне населення округу становило 36348 осіб, зокрема міського населення було 5058, а сільського — 31290.
Серед мешканців округу чоловіків було 17843, а жінок — 18505. В окрузі було 14505 домогосподарств, 10593 родин, які мешкали в 15821 будинках.
Середній розмір родини становив 2,92.
Віковий розподіл населення поданий у таблиці:
| Стать    | До 15 років | 15-21 | 22-29 | 30-39 | 40-49 | 50-65 | 65-85 | Понад 85 |
| -------- | ----------- | ----- | ----- | ----- | ----- | ----- | ----- | -------- |
| Чоловіки | 3819        | 1492  | 1803  | 2853  | 2687  | 3094  | 1944  | 151      |
| Жінки    | 3602        | 1340  | 1785  | 2874  | 2637  | 3218  | 2634  | 415      |

## Суміжні округи
- Саррі — північ
- Форсайт — схід
- Деві — південь, південний схід
- Еределл — південь, південний захід
- Вілкс — захід

## Виноски
1. ↑  U.S. Decennial Census. United States Census Bureau. Процитовано 20 січня 2015.
2. ↑  Historical Census Browser. University of Virginia Library. Архів оригіналу за 11 серпня 2012. Процитовано 20 січня 2015.
3. ↑  Forstall, Richard L., ред. (27 березня 1995). Population of Counties by Decennial Census: 1900 to 1990. United States Census Bureau. Процитовано 20 січня 2015.
4. ↑  Census 2000 PHC-T-4. Ranking Tables for Counties: 1990 and 2000 (PDF). United States Census Bureau. 2 квітня 2001. Процитовано 20 січня 2015.
5. ↑  State & County QuickFacts. United States Census Bureau. Архів оригіналу за 22 лютого 2016. Процитовано 30 жовтня 2013. [Архівовано 2016-02-22 у Wayback Machine.](англ.) Наведено за англійською вікіпедією.
6. ↑  American FactFinder. Бюро перепису населення США. Архів оригіналу за 26 лютого 2012. Процитовано 31 січня 2008. [Архівовано 2008-05-21 у Wayback Machine.]

| США | Це незавершена стаття з географії США. Ви можете допомогти проєкту, виправивши або дописавши її. |